# Губи (Лодзинське воєводство)
Губи (пол. Huby) — село в Польщі, у гміні Біла Велюнського повіту Лодзинського воєводства.
Населення — 311 осіб (2011).
У 1975-1998 роках село належало до Серадзького воєводства.

## Демографія
Демографічна структура станом на 31 березня 2011 року:
|          | Загалом | Допрацездатний вік | Працездатний вік | Постпрацездатний вік |
| -------- | ------- | ------------------ | ---------------- | -------------------- |
| Чоловіки | 155     | 34                 | 101              | 20                   |
| Жінки    | 156     | 34                 | 85               | 37                   |
| Разом    | 311     | 68                 | 186              | 57                   |